# W Hydrae
W Hydrae (W Hya) è una stella gigante rossa situata nella costellazione dell'Idra (a cinque gradi a sud ovest di π Hydrae) che dista 373 anni luce dal Sistema solare. Si tratta di una variabile semiregolare, che muta la propria magnitudine apparente tra 5,7 e 10,0 nell'arco di 361 giorni.

## Prime osservazioni
Le prime rilevazioni della variabilità di W Hydrae risalgono alla fine del XIX secolo: nel 1889 Edwin Sawyer ne determinò anche il periodo di variabilità. Alcuni astronomi hanno considerato la stella una variabile a lungo periodo, sebbene la sua caratteristica variabilità la assimili maggiormente alle variabili Mira; alcuni scienziati hanno però ipotizzato che la fase di variabile semiregolare preceda quella di variabile Mira durante l'evoluzione della stella lungo il ramo asintotico delle giganti, e dunque W Hya si troverebbe nella fase di transizione tra le due classi di variabili.

## Caratteristiche
W Hya è una forte sorgente maser, una radiazione simile al laser ma emessa alle lunghezze d'onda delle microonde. La fonte di tale radiazione è data principalmente dalle molecole, presenti in discreta quantità nell'atmosfera stellare, di ioni idrossido (OH), acqua (H2O) e silice (SiO). L'emissione da parte della SiO ha origine da una zona compresa tra la fotosfera stellare ed una regione in cui si formano delle polveri, posta ad una distanza dalla stella pari a tre volte il suo raggio. L'emissione da parte dell'acqua si origina ad una distanza di circa 15 unità astronomiche (U.A.) dalla superficie stellare, mentre l'emissione da parte degli ioni idrossido da centinaia di U.A. L'emissione di quest'ultimo è un ottimo indicatore del tasso di perdita di massa da parte della stella, normale in questa fase evolutiva.
Un gruppo di ricercatori collegati ad istituti giapponesi ha trovato prove che dimostrano che la polvere di ossido di alluminio che circonda la stella W Hydrae svolge un ruolo fondamentale nell'accelerare il vento stellare. Utilizzando il radiotelescopio ALMA i ricercatori hanno osservato polvere di alluminio nel suo guscio esterno, entro 3 raggi stellari. La presenza di tale polvere suggerisce un vento stellare dinamico e forse un mezzo per sintetizzare gli atomi. La loro teoria suppone che l'ossido di alluminio si aggreghi e si muova più velocemente quando colpito dalla luce della stella provocando il vento stellare. Come parte di questo processo si formerebbero atomi quali silicio ed ossigeno.